# Partito Comunista di Grecia dell'Interno
Il Partito Comunista di Grecia dell'Interno (in greco moderno: Κομμουνιστικό Κόμμα Ελλάδας Εσωτερικού, trasl. Kommounistikó Komma Elládas Esoterikou), noto anche come Partito Comunista di Grecia (Interno) o KKE interno, è stato un partito politico greco fondato nel 1968 per effetto di una scissione dal Partito Comunista di Grecia.

## Storia
Nato all'indomani dell'invasione della Cecoslovacchia, la nuova formazione intendeva sganciarsi dal modello bolscevico e post-bolscevico di stampo sovietico e assumere un'autonoma linea politico-programmatica.
Costretto allo scioglimento in seguito all'instaurazione della dittatura dei colonnelli, si ricostituì col ripristino delle istituzioni democratiche, abbracciando il progetto eurocomunista.
In vista delle parlamentari del 1974 concorse con lo stesso KKE e con Sinistra Democratica Unita dando luogo alla coalizione Sinistra Unita, che ottenne il 9,47% dei voti e 8 seggi. Alle parlamentari del 1977 fu parte integrante dell'Alleanza delle Forze Progressiste e di Sinistra, insieme a Sinistra Democratica Unita e ad altre formazioni minori; anche per la mancata partecipazione del KKE, il gruppo si fermò al 2,72% dei voti (mentre il KKE ottenne il 9,36%).
Alle europee del 1981 concorse con proprie liste ottenendo il 5,3% dei voti e un seggio: venne così eletto Leonidas Kyrkos, che aderì al Gruppo Comunista. Questi fu confermato alle europee del 1984, in cui il partito si attestò al 3,42%.
Calato all'1,84% in occasione delle parlamentari del 1985, il partito si dissolse nel 1987, dividendosi in due tronconi:
- il Partito Comunista di Grecia dell'Interno - Sinistra Rinnovatrice, poi ridenominato Sinistra Ecologista Comunista Rinnovatrice e confluito nel 2013 in SYRIZA;
- Sinistra Greca (Ελληνική Αριστερά, Elliniki Aristera), che si federò Synaspismos, confluendovi nel 1992.

## Risultati
| Elezione          | Voti    | %    | Seggi   |
| ----------------- | ------- | ---- | ------- |
| Parlamentari 1974 | 464.787 | 9,47 | 8 / 300 |
| Parlamentari 1977 | 139.356 | 2,72 | 2 / 300 |
| Europee 1981      | 300.841 | 5,30 | 1 / 24  |
| Parlamentari 1981 | 76.404  | 1,35 | 0 / 300 |
| Europee 1984      | 203.671 | 3,42 | 1 / 24  |
| Parlamentari 1985 | 117.135 | 1,84 | 1 / 300 |
| 1. 2.             |         |      |         |